# Гипотезы Тэйта
Гипотезы Тэйта — это три гипотезы, высказанные математиком XIX века Питером Гатри Тэйтом при изучении узлов. Гипотезы Тэйта вовлекают концепции из теории узлов, такие как альтернированные узлы, хиральность и число закрученности. Все гипотезы Тэйта доказаны, последней была гипотеза о переворачивании.

## Предпосылки

Сокращённая диаграмма — это такая, в которой удалены все перешейки.

Тэйт пришёл к своим гипотезам в конце XIX века после попыток свести в таблицу все узлы. Как у основателя теории узлов, его работа не обладала строгим математическим обоснованием, и не совсем понятно, распространял ли он свои гипотезы на все узлы, или только на альтернированные. Оказалось, что большинство из них верны только для альтернированных узлов. В гипотезах Тэйта диаграмма узла называется «сокращённой», если все «перешейки» или «тривиальные перекрещивания» удалены.

## Число пересечений альтернированных узлов
Тэйт предположил, что при некоторых обстоятельствах число пересечений является инвариантом узла, в частности:
Любая сокращённая диаграмма альтернированного зацепления имеет наименьшее возможное число пересечений.
Другими словами, число пересечений сокращённого альтернированного зацепления является инвариантом узла. Эту гипотезу доказали Луис Кауффман, Кунио Мурасуги (村杉 邦男) и Морвен Б. Тистлетвэйт в 1987 году с помощью многочлена Джонса.
Геометрическое доказательство, не использующее многочлены узла, дал в 2017 году Джошуа Гриин.

## Число закрученности и хиральность
Вторая гипотеза Тэйта:
Амфихаральное (или ахиральное) альтернированное зацепление имеет нулевое число закрученности.
Эту гипотезу также доказали Кауффман и Тистлетвэйт.

## Перевёртывание

Гипотезу Тэйта о перевёртывании можно сформулировать так:
Если даны две сокращённые альтернированные диаграммы {\displaystyle D_{1}} и {\displaystyle D_{2}} ориентированного простого альтернированного зацепления, то диаграмма {\displaystyle D_{1}} может быть преобразована в {\displaystyle D_{2}} путём последовательности некоторого вида операций, называемых перевёртыванием
Гипотезу Тэйта о перевёртывании доказали Тистлетвэйт и Уильям Менаско в 1991 году.
Из гипотезы Тэйта о перевёртывании вытекает несколько других гипотез Тэйта:
Любые две сокращённые диаграммы одного и того же альтернированного узла имеют одинаковое число закрученности.
Это следует из того, что перевёртывание сохраняет число закрученности. Этот факт доказали ранее Мурасуги и Тистлетвэйт. Это также следует из работы Гриина.
Для неальтернированных узлов эта гипотеза не верна и пара Перко является контрпримером.
Из этого результата следует также следующая гипотеза:
 Альтернированные амфихиральные узлы имеют чётное число пересечений.
Это следует из того, что зеркальный узел имеет противоположное число закрученности. Эта гипотеза снова верна только для альтернированных узлов — существует неальтернированный амфихиральный узел с числом пересечений 15.